# Рокабернарда
Рокаберна̀рда (на италиански: Roccabernarda) е малко градче и община в Южна Италия, провинция Кротоне, регион Калабрия. Разположено е на 180 m надморска височина. Населението на общината е 3344 души (към 2012 г.).